# Lèmur nan de Sibree
El lèmur nan de Sibre (Cheirogaleus sibreei) és un quirogalèid del gènere dels lèmurs nans (Cheirogaleus). Com totes les altres espècies de lèmurs, viu a Madagascar. S'assembla al lèmur nan gros (C. major). Té el pelatge gris marronós a l'esquena i blanc-gris al ventre i els flancs. Té una ratlla negra que s'estén a l'esquena. Les orelles són una mica peludes i negres.